# 上赤岩砂丘
上赤岩砂丘（かみあかいわさきゅう）は、埼玉県北葛飾郡松伏町上赤岩地区に所在する河畔砂丘。中川低地の河畔砂丘群の1つである。

## 概要
上赤岩砂丘は河畔砂丘（内陸砂丘）に区分される砂丘群である。砂丘は旧利根川（現：大落古利根川）の東岸（左岸）沿いに北葛飾郡松伏町大字上赤岩に所在し、松伏砂丘の次の河川蛇行部に位置している。1列の河畔砂丘が発達しており、砂丘は長さ320 m・幅70 mで直線状の平面形態となっており、北北西より南南東へ向かい発達している。高さ（周辺の低地との比高）は現地調査では約2 mであり、国土基本図（1/5000）からはその比高は確認できない。
なお、古利根川流域において確認されている範囲では、上赤岩砂丘が最も下流域に所在している。

## 周辺
- 大落古利根川
- 埼玉県道67号葛飾吉川松伏線
- 松伏町立松伏第二中学校
- 松伏総合公園